# Кит Емерсон
Кит Ноел Емерсон (енгл. Keith Noel Emerson; Тодморден, 2. новембар 1944 — Санта Моника, Калифорнија, 11. март 2016) био је виртуоз клавирских инструмената, рок музичар познат по наступима за групе The Nice и Emerson, Lake and Palmer као и по соло каријери.
У ноћи између 10. и 11. марта 2016. године, његова дугогодишња девојка Мари Кавагучи нашла га је мртвог у њиховом апартману, у Санта Моники, Калифорнија. Имао је 71 годину. У званичном извештају после извршене аутопсије, наведено је да је Кит Емерсон извршио самоубиство, испаливши метак из револвера за који је имао дозволу, себи у уста. Мари Кавагучи је изјавила да је то вероватно било изазвано Емерсоновом дугом депресијом због болести која га је онеспособила да своју музику изводи како је желео, као и због вероватне зависности од алкохола.
Кит Емерсон је сахрањен 1. априла 2016. године, на гробљу у месту Лансинг, Сасекс, у Великој Британији.

## Дискографија
- 1980 Inferno
- 1981 Nighthawks
- 1985 Honky
- 1986 Best Revenge [Original Soundtrack]
- 1986 Murderock
- 1987 Harmageddon/China Free Fall
- 1988 The Christmas Album
- 1995 Changing States
- 2002 Emerson Plays Emerson
- 2002 La Chiesa
- 2008 Keith Emerson Band featuring Marc Bonilla
- 2012 The Three Fates Project

## Награде, позиције на листама и рекорди
| Албуми на листи The Billboard 200 | Албуми на листи The Billboard 200 | Албуми на листи The Billboard 200 | Албуми на листи The Billboard 200 |
| Година                            | Албум                             | Позиција                          |                                   |
| --------------------------------- | --------------------------------- | --------------------------------- | --------------------------------- |
| 1981                              | Nighthawks                        | 183                               |                                   |